# 加泰隆尼亞獨立運動

加泰罗尼亚（红色部分）在西班牙的位置

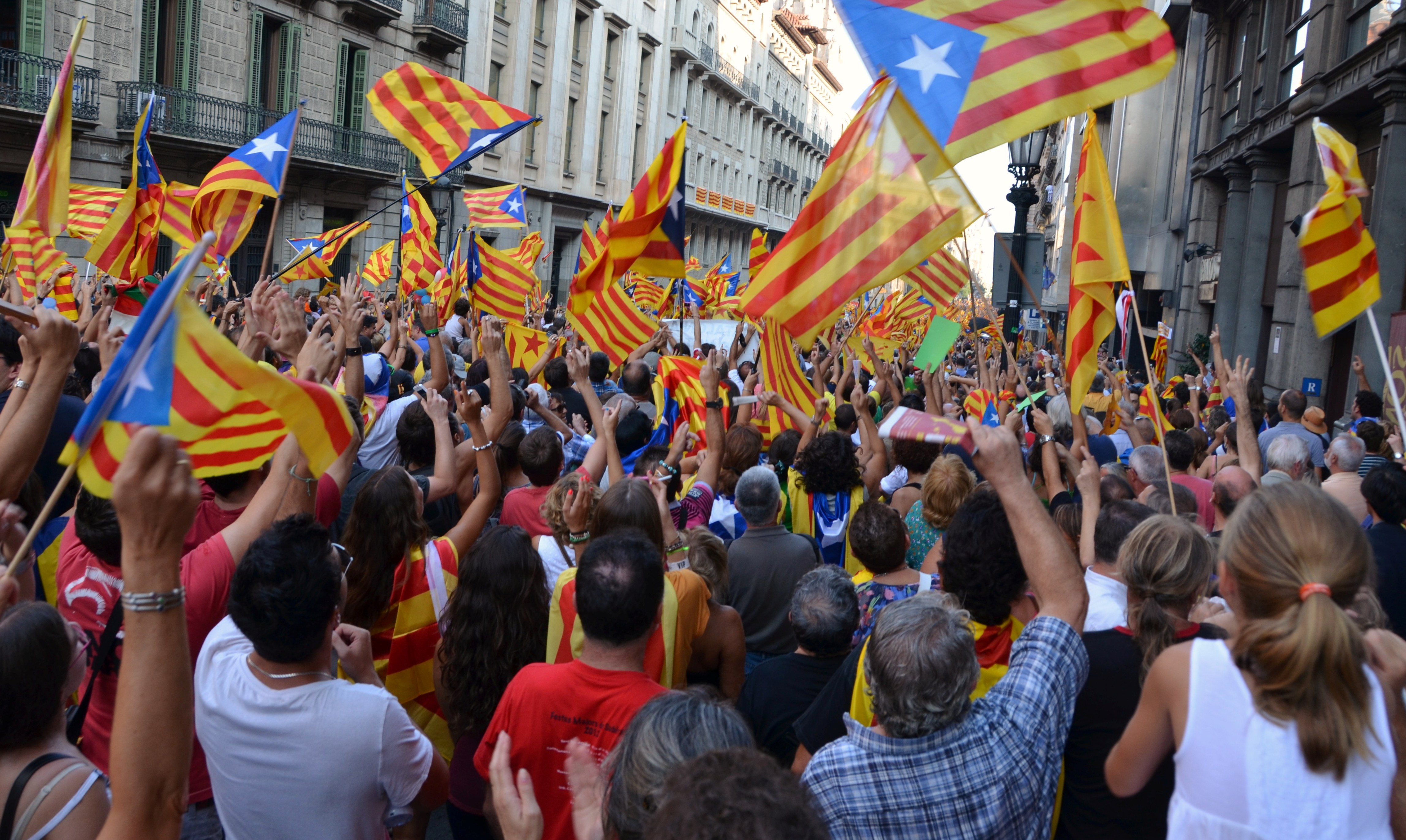
於2012年9月11日的遊行。

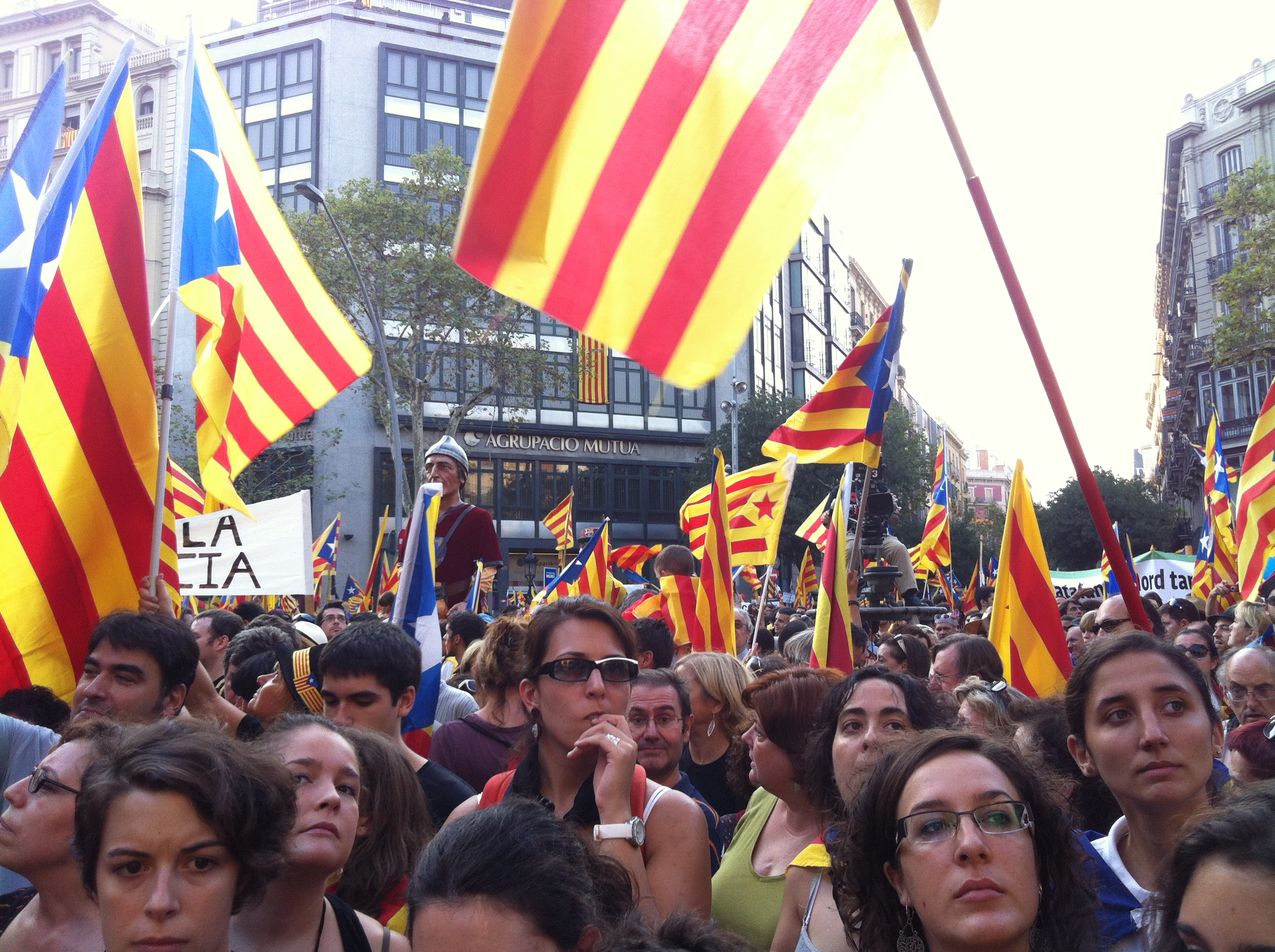
於2012年9月11日的遊行。

加泰隆尼亞獨立運動是基於加泰隆尼亞民族主義而起的獨立運動，目標是使加泰隆尼亞切斷政治上隸屬於西班牙的現狀，成為獨立的共和制主權國家。其主要象徵物為星旗（Estelada）。該地區已經存在分離主義情緒超過500年，治理的狀態經過多次變更，最近一次是弗朗西斯科·佛朗哥將軍在1938年西班牙内战時廢除其自治權。佛朗哥1975年去世後，加泰隆尼亞政黨主要集中於自治而不是獨立。但是近期因為西班牙經濟衰退導致該區主張独立者比例上升。
目前該地區至今曾舉行過兩次無法律效力的獨立公投：2014年的公投，80.7%贊成完全脫離西班牙獨立，投票率有41.6%；2017年的公投，92.01%贊成獨立，投票率有43%。2017年10月27日，加泰罗尼亚议会根据此結果，宣布独立成立加泰隆尼亞共和國；同年10月30日，西班牙政府实施宪法第155条接管加泰隆尼亚自治区政府，推動獨立的加泰罗尼亚自治区政府主席卡萊斯·普吉德蒙在西班牙政府接管之前逃到比利时，而相關獨立活動亦被西班牙鎮壓。

## 背景

加泰隆尼亞獨立運動的象徵旗幟──星旗；藍色版本。

星旗的全紅色版本。

加泰隆尼亚位于伊比利亚半岛东北部，是西班牙自治區之一，下辖巴塞罗那省、莱里达省、赫羅納省和塔拉戈纳省4個省份，首府為巴塞隆那，是歐洲重要的文化中心與旅遊勝地。加泰隆尼亞全境面积達到32,114平方公里，人口達到7,354,411人。

### 開端
加泰隆尼亞在中世纪為阿拉贡王国的重要部分，並且聯合建立阿拉貢聯合王國。1469年，卡斯蒂利亞女王伊莎貝拉一世和阿拉貢國王斐迪南二世結婚，標誌西班牙王國的誕生。但是在此時期，阿拉貢與卡斯蒂利亞仍然保持著各自的傳統制度與政治體制。然而政治權力之後卻漸漸向卡斯蒂利亞傾斜，進一步形成以其為中心的西班牙王國。
在隨後的幾個世紀當中，作為阿拉貢故地的加泰隆尼亞持續在地方衝突中喪失自主權力，權力集中於西班牙中央政府的情況亦逾來逾明顯。
1700年西班牙的哈布斯堡王朝的最後一位國王卡洛斯二世去世时，沒有子女後代繼承王位，群臣脅迫卡洛斯二世在遺囑裡傳位於其姐和法國國王路易十四的次孫菲利普（Felipe de Anjou），引來奧地利的哈布斯堡王朝不滿，認為應由奧地利哈布斯堡王朝的查理大公爵（即後來的皇帝查理六世）繼承西班牙王位，因此，和當時反對法國王室入主西班牙王位的英國、荷蘭、葡萄牙、神聖羅馬帝國等結盟，與支持法國王室的西班牙、巴伐利亞等宣戰，西班牙王位繼承戰爭因此而起。
在西班牙王位繼承戰爭初期，加泰隆尼亞地區向法國的菲利普宣誓效忠，但是，後來因為奧地利哈布斯堡王室給的條件比較優惠，轉而加入奧地利哈布斯堡王室的陣營，反對法國的菲利普入主西班牙王位。
西班牙王位繼承戰爭打了十幾年，1713年英國與法國簽訂烏得勒支和約，1714年法國又與奧地利簽訂拉什塔特和約，唯加泰隆尼亞地區對和約絲毫不知情，因此孤軍奮鬥，對抗法國、西班牙聯軍，直到1714年9月11日巴塞隆納戰役，巴塞隆納城被攻陷為止，從此西班牙王位由哈布斯堡王朝轉到法國波旁王朝手中，菲利普繼位為菲利普五世。
加泰隆尼亞自1714年於西班牙王位繼承戰爭大敗後，菲利普五世廢除從十五世紀以來享有的自治權，也禁止當地的加泰隆尼亞語，加泰隆尼亞人跟西班牙其他地區的人的恩怨情仇自此開始。1714年9月11日巴塞隆納被攻陷的事件也就成為9月11日加泰隆尼亚民族日的由來。

### 20世紀
19世紀後期，加泰隆尼亞成為工業中心，至今此地仍然是西班牙重要的工業地帶之一。20世紀初期，加泰隆尼亞取得不同程度的自治權力。1933年，加泰隆尼亚重新建立自治政府，但到1939年，佛朗哥在西班牙内战中胜利后再次取消加泰隆尼亚的自治權力，并且禁止使用加泰隆尼亚语。1975年，隨著西班牙民主轉型後的權力下放，加泰隆尼亚再度恢复了自治，加泰隆尼亚语也在西班牙获得官方语言地位，并且被承认为独立的欧洲语言之一。

### 21世纪
今日相對於西班牙其他地區，加泰隆尼亞在文化發展上仍然具有一定的自主性及獨立性。作為當地第一母語的加泰隆尼亚语，与西班牙语同为西班牙的官方语言，兩者雖然同是属于印欧语系拉丁语族，惟有明显的差異。加泰隆尼亞是西班牙國內經濟比較發達、獨立意識也是比較鮮明的地區。加泰隆尼亚為西班牙最富庶的地區之一，人口佔西班牙全國約1/10，經濟收入佔西班牙全國的20%；然而，加泰隆尼亚人卻同時付出西班牙全國逾20%的總稅收項目。此外，近年來加泰隆尼亞政府的財政赤字嚴重，負債達400億歐元，相等於加泰隆尼亞的總產出值的1/5。加泰隆尼亞政府已經向西班牙中央政府尋求達50億歐元的支持以償還債務。因此加速促進近年來加泰隆尼亚人脫離西班牙統治及主張獨立的情緒。加泰隆尼亞人普遍認為，如果加泰隆尼亞能夠脫離西班牙的管治及獨立，就可以在稅務制度等經濟政策上，有更大自由度的自主權力，能夠幫助加泰隆尼亞走出經濟困境。近年，加泰隆尼亞政府已經向西班牙首相尋求設立加泰隆尼亞獨立稅務制度的可能性，惟預料成功的機會不大。
自從2008年全球經濟風暴發生以來，面對日益艱困的財政情勢，加泰隆尼亞人支持獨立的聲浪持續地上漲。

## 歷史

### 自治權擴張及後續
2006年6月17日，加泰罗尼亚舉辦了地方自治權力擴張的公民投票，結果贊成比例達到73.9%。
2012年9月11日，亦即紀念加泰隆尼亞於1714年被西班牙國王菲利普五世入侵的民族節日──淪陷日，在首府巴塞罗那有大量加泰隆尼亞人遊行示威，警察單位指出有150萬人參與、主辦單位指出有200萬人參與，要求脫離西班牙的管治，及主張獨立。此次的參與人數，為西班牙近年來遊行、集會活動中規模最大。在遊行中，加泰隆尼亞人表達了不滿意西班牙的債務危機所帶來的負面影響，及西班牙中央政府推行的財政緊縮措施，嚴重地拖累了加泰隆尼亞的經濟及就業環境。其中最使加泰隆尼亞人反感的是：西班牙政府不斷增加稅款要求，而且拒絕提供財政援助。
2013年9月11日，加泰罗尼亚国家大会发起加泰罗尼亚之路运动，号召参与示威的人群沿着历史上的奥古斯塔道的路线组成一个400公里长的人链，以争取加泰罗尼亚独立。

### 2014年公投
2014年9月11日，至少數十萬人在加泰隆尼亞自治區首府巴塞隆納遊行，要求舉行獨立公投。加泰隆尼亞政府主席阿圖爾·馬斯積極地尋求在11月9日辦理獨立公投的可能性。加泰隆尼亞公眾外交委員會秘書長羅悠－馬林內（Albert Royo-Mariné）主張，西班牙應參考英國如何找到方法讓蘇格蘭人民表達自己的政治意願。
2014年9月27日，阿圖爾·馬斯宣布加泰隆尼亞將於11月9日舉行獨立公投。
2014年11月9日，加泰隆尼亞舉辦諮詢性的、無法律效力的獨立公投，共有兩百二十萬人上街投票（投票率約40%）。其中，80.7%贊成完全脫離西班牙獨立，11.1%贊成與西班牙組成聯邦，4.6%贊成維持統一。

### 2017年公投
2015年11月9日，加泰罗尼亚议会以72票对63票通过一项决议，并推出了一个为期18个月的独立路线图，寻求2017年脱离西班牙独立。
根据2017年9月加泰隆尼亚政府的民意调查，49.4%的加泰隆尼亚人反对独立，41.1%的加泰隆尼亚人赞成独立
加泰隆尼亞自治區政府不顧西班牙大法官憲法法庭的判定，不顧西班牙中央的強力反對，仍宣佈將於2017年10月1日舉行獨立公投。根據2017年7月4日加泰隆尼亞議會獨派黨團的協商結果，這次的獨立公投將採簡單多數決，也不設立投票率門檻。若是公投遭到否決，加泰隆尼亞政府將立即解散改選；但公投成功過關，那麼加泰隆尼亞政府將在48小時內宣佈「獨立」，脫離西班牙王國。
2017年9月6日，加泰隆尼亞議會經過11小時辯論，以72票贊成、11票棄權、52位議員退席抗議的大比數通過獨立公投議案，定於10月1日舉行。這次的獨立公投將採簡單多數決，也不設立投票率門檻。公投題目是「你是否希望加泰隆尼亞以共和國的形式，成為一個獨立的國家？」所有居住於加泰隆尼亞的西班牙公民都有權投票。
西班牙政府恐嚇將控告支持舉行獨立公投的官員並取消加泰隆尼亞的自治權，引來反彈。9月11日適逢加泰隆尼亞民族日，仍有百萬人走上巴塞隆納街頭高喊獨立。9月16日，加泰隆尼亞全部948位市長中，有750名市長在巴塞羅那市政廳前示威，抗議馬德里政府打壓，並表示拒絕屈服，將繼續爭公民表決與獨立。
2017年10月1日，舉行獨立公投，因屬違憲公投，投票所沒有投票權人名冊，只要拿身份證就可以到任何一個投票所投票，最後，投票率43.03%，經五小時開票後結果揭曉，530萬選民中有226萬2,424人投票，90.9%的選民支持加泰隆尼亞獨立建國，而有7.8%的選民反對。加泰隆尼亞原本預計在10月10日經議會認可公投結果後宣布獨立，但主席卡萊斯·普吉德蒙在當日卻宣布暂缓加泰罗尼亚独立进程，并寻求与西班牙政府谈判。
2017年10月27日，经加泰罗尼亚地方议会的135个议员表决，因为议会的律师认为此投票不符合加泰罗尼亚地方法规，53个议员退席，最後以 70票赞成、10票反对、2票弃权，宣布加泰罗尼亚从西班牙独立，成立加泰隆尼亚共和國。
但是根據西班牙報章《OKDiario》報道，加泰隆尼亚共和國并没有掌管边境、海关，更没有控管中央银行、国税局等，10月28日到10月30日之间入境加泰隆尼亚首府、巴塞隆纳机场的人还是盖西班牙海关的章，在加泰隆尼亚共和國政府大楼上还飘扬着西班牙国旗，10月29日星期日，强烈主张独立的加泰隆尼亚独派政党ERC跟PDECat的33位在西班牙国会（众议院跟参议院）的议员说，他们还要继续到西班牙国会开会，继续代表加泰隆尼亚，继续领西班牙国会的薪水。
2017年10月30日，西班牙政府实施宪法第155条，加泰隆尼亚自治区政府主席卡莱斯·普吉德蒙逃到比利时。

### 2017年12月21日加泰隆尼亚自治区议会选举
10月30日西班牙政府实施宪法第155条，解散加泰隆尼亚自治区议会，於2017年12月21日重新举办选举。选举结果是：52.1%的人（票）投给反对独立的几个政党，47.5％的人（票）投给赞成独立的几个政党，城市选票大都反对独立，乡镇选票大都赞成独立，因为席位的计票方式强调乡镇选票，所以，所有反对独立的政党合起来只拿下65个席位，所有赞成独立的政党合起来拿下70个席位。

### 2019年10月加泰隆尼亚自治区骚乱
2019年10月，为抗议加泰隆尼亚独立运动政界人士和活动人士被判重刑，逾50万加泰隆尼亚民众参加示威游行，导致大规模骚乱。其中部分独立运动组织称要「把加泰隆尼亚变成『第二个香港』」，部份群眾亦仿效香港反對逃犯條例修訂草案運動的抗爭者般堵塞機場及破壞鐵路設施。一名法国游客在机场封锁期间死亡。
到目前，支持加泰隆尼亞獨立或支持西班牙統一的雙方陣營各有其著名人物。

## 西班牙各政黨對此的意見
西班牙各黨存在不同意見，「我们能」党反對分離但同意讓加泰隆尼亞舉行獨立公投，解決一直以來對該地區的爭議；加泰罗尼亚社会主义者党建議實施美國式的聯邦制度，讓加泰隆尼亞擁有像美國各州的地位；公民－公民党則希望重新檢視中央政府賦予地方的各種權力。

## 支持

### 支持意見
- 多半支持者都認為加泰隆尼亞脫離後可以有更自主的財政。

### 政黨

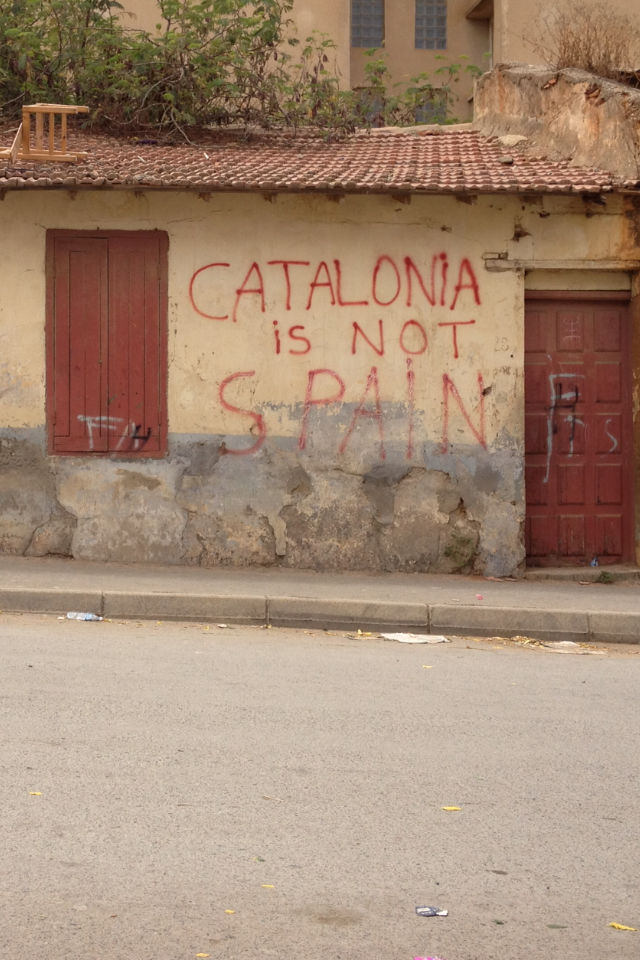
在加泰隆尼亞的街道牆壁上隨處都可以看到“加泰隆尼亞並非西班牙”的標記。

目前在加泰罗尼亚议会中独立党派佔多數，包括加泰罗尼亚共和左翼（ERC），加泰罗尼亚欧洲民主党（PDEC）和人民团结候选人（CUP）。在2015年加泰罗尼亚大选之后，他们共有七十二席，分别获得了39.6％和8.2％的选票。2017年再次大選還是獲得了70席及47.5%的選票。只比上屆少0.3%。
其他未進入议会的较小独立党派或联盟，有加泰罗尼亚独立團結、Estat Català、Endavant、PSAN、Poble Lliure和Reagrupament。还有青年组织，如加泰罗尼亚青年共和左翼、阿兰，以及SEPC和FNEC的学生会。

### 其他團體及個人
- 750名加泰隆尼亞城鎮長，這些鎮長執政的城鎮中，人口不到500人的城鎮有兩百多個，人口介於500-1,000人的城鎮有一百多個，人口介於1,000-5,000人的城鎮有兩百多個，人口介於1,500-25,000人的城鎮有一百多個。[30][31]
- 巴塞罗那足球俱乐部
- 埃塔組織
- 巴斯克地區（巴斯克自治區）獨立主義組織
- 路易斯·利亞奇（英语：Lluís Llach），作曲家和歌手[32]
- 何塞·卡雷拉斯，男高音歌手[33]
- Teresa Forcades（英语：Teresa Forcades），本篤會修女[34]
- 佩普·瓜迪奥拉，曼彻斯特城教練，前巴塞罗那和拜仁慕尼黑教练及巴塞罗那球员[35]
- 杰拉德·皮克，巴塞罗那球員
- Miquel Calçada（英语：Miquel Calçada）[36]
- Joel Joan（英语：Joel Joan），演員[37][38]
- Quim Monzó（英语：Quim Monzó），短篇故事家
- 乔安·马萨格，腫瘤學家、癌症研究權威
- 哈维尔·埃尔南德斯·克雷乌斯，退役足球运动员和教练

## 反對

### 反對意見
部分人民反對獨立，原因：
- 從西班牙脫離就很有可能等於脫離歐元區，也失去歐盟公民身分，需再重新申請才能加入。（2014年苏格兰独立公投結果為留在英國的主因。）
- 眾多體育俱樂部也會因為此事而脫離西班牙體育聯賽，重創像巴塞罗那足球俱乐部的財政。

### 政黨
所有西班牙的国家政党都拒绝加泰罗尼亚独立想法。其中只有「我們可以黨」（西班牙政党）准备在加泰罗尼亚举行关于这个问题的公民投票；其他如公民－公民党、加泰罗尼亚人民党在2015加泰罗尼亚议会选举已分别获得17.9%和8.5%的选票，这两个政党一直反对加泰罗尼亚民族自决的概念。同时，社会主义者党（12.7%票）也反对独立，这些政党支持自决的理念直到2012年，在2015年的官方立场，西班牙宪法应该进行改革以更好地适应加泰罗尼亚。主要左翼民粹政党加泰罗尼亚是的我们能(8.94%)反对独立，尽管该党赞成在加泰罗尼亚是否留在西班牙举行公投。CDC的加泰罗尼亚前合伙人Unió在2015年的选举中反对独立，并且表现不佳，随着危机的加剧，民意调查显示该党选民支持率发生了反弹，最後在2017年破產而解散。

### 反獨立運動
2017年10月8日，根據巴塞羅那警方的說法，組織者和西班牙政府以及35萬人在加泰隆尼亞獨立的集會上聚集了超過一百萬人口。加泰羅尼亞公民社會聚集了一百多萬人。迄今為止，這一事件是加泰羅尼亞歷史上最大的支持憲法和反獨立的示威活動。
2017年10月12日，根據巴塞羅那當地警察的說法，有65,000人在一個較小的示威遊行中反對獨立並慶祝西班牙國慶日。出席人數比去年增加了13倍，是巴塞羅那此類示威遊行中的歷史最高記錄。
2017年10月29日，在加泰羅尼亞公民社會召集的示威活動中，成千上萬的人在巴塞羅那的街頭示威，贊成西班牙的統一，並慶祝西班牙政府強迫性舉行重新選舉。據在加泰羅尼亞的西班牙政府代表團稱，大約有1,000,000人參加示威遊行；但據巴塞羅那警方稱，這一數字應為30萬人；而加泰羅尼亞公民社會本身則估計了大約有1,000,000人出席示威遊行。

#### 塔巴尼亞
2017年，「塔巴尼亞」的概念在社交媒體上病毒式傳播，並受到媒體的廣泛關注。塔巴尼亞（Tabarnia）是一個虛構的地區，覆蓋加泰羅尼亞沿海地區。如果它繼續獨立，就要求從更廣泛的地區獨立。塔巴尼亞的贊成論點諷刺了那些支持加泰羅尼亞獨立於西班牙的人。但許多加泰羅尼亞分離主義者對這一概念持批評態度，並回應說這種模仿不公平地貶低了加泰羅尼亞的獨立運動，因為該運動部分基於加泰羅尼亞獨特的文化和特徵。該提案來自2011年創建的一個平台——用於顯示2017年12月21日加泰羅尼亞地區選舉的選舉結果——這引起了新的興趣。 “塔巴尼亞”一詞於2017年12月26日傳播開來，並在最高峰時有超過648,000次提及。
2017年2月4日，「第一次要求塔巴尼亞從加泰羅尼亞獲得獨立自治」的主要示威活動在巴塞羅那舉行，根據Guarda Urbana有15,000名參與者，組織者表示有200,000名參與者。

### 其他團體及個人
- José Luis Bonet（西班牙语：José Luis Bonet），加泰隆尼亞企業家，氣泡酒廠 Freixenet 的董事長、巴塞隆納會展中心主任、西班牙貿協董事長[56]
- Juan José Brugera（英语：Inmobiliaria Colonial），加泰隆尼亞企業家，房地產集團 Colonial 的董事長[56]
- Isidre Fainé（西班牙语：Isidre Fainé），加泰隆尼亞銀行家，加泰隆尼亞第一大銀行 Caixabank 的董事長 [56]
- José Creuheras（西班牙语：José Creuheras），加泰隆尼亞企業家，出版集團 Grup Planeta i d'Atresmedia 的董事長[56]
- Antón Costas，巴塞隆納大學經濟系主任[56]
- Javier Godó（西班牙语：Javier Godó），加泰隆尼亞企業家，媒體集團 Godó 的董事長[56]
- 愛德華多·門多薩·伽里加，加泰隆尼亞作家[56]
- 胡安·馬塞，加泰隆尼亞作家[56]
- Nuria Amat（西班牙语：Nuria Amat），加泰隆尼亞作家[56]
- Albert Boadella（英语：Albert Boadella），加泰隆尼亞演員和導演[57]
- Mercedes Milá（英语：Mercedes Milá），加泰隆尼亞主持人和記者[58]
- Xavier Sardá，加泰隆尼亞主持人和記者[59]
- Jordi Évole，加泰隆尼亞主持人和記者[60]
- 蒙特賽拉特·卡芭葉，加泰隆尼亞歌劇演唱家[58]
- 优安·曼努埃尔·色拉特，加泰隆尼亞創作歌手[61]
- 艾斯托把（英语：Estopa），搖滾樂團[62]
- Loquillo（英语：Loquillo），加泰隆尼亞搖滾歌手[63]
- Javier Cárdenas（英语：Javier Cárdenas），加泰隆尼亞主持人[64]
- 伊莎貝拉·庫謝特，加泰隆尼亞電影導演[62]
- Santi Millán（英语：Santi Millán），加泰隆尼亞演員和主持人[62]
- Risto Mejide（英语：Risto Mejide），加泰隆尼亞記者[62]
- Francisco Marhuenda（法语：Francisco Marhuenda），加泰隆尼亞演員和主持人
- Susanna Griso（法语：Susanna Griso），加泰隆尼亞記者和主持人[62]
- 喬爾格·哈維爾·韋斯克斯（英语：Jorge Javier Vázquez），加泰隆尼亞演員、主持人和劇作家[62]
- 丹尼·佩卓沙（英语：Dani Pedrosa），加泰隆尼亞機車賽車選手[56]
- Miguel Poveda（英语：Miguel Poveda），加泰隆尼亞弗朗明哥歌手[56]
- 諾莉亞·艾絲佩特（英语：Núria Espert），加泰隆尼亞演員、戲劇導演[56]
- 拉斐爾·納達爾，西班牙马纳科尔網球選手，加泰隆尼亞人
- 安多尼·瑪利亞·羅烏科·巴雷拉，天主教西班牙司鐸級樞機，馬德里總教區榮休總主教。[57]

### 國際看法
- 對於加泰隆尼亞宣布獨立，歐盟表態不支持[65]
- 美國總統宣稱：「加泰隆尼亞是西班牙不可分割一部分，西班牙是個偉大的國家。[66]」

### 加泰隆尼亞企業
加泰隆尼亚企业不看好独立，因为独立之後就不属於欧盟，因此加泰隆尼亚第一大银行（西班牙第三大银行）CaixaBank 以及加泰隆尼亚第二大银行（西班牙第五大银行）Banco Sabadell 是最早宣布出走的企业，但是卻也遭到獨派人士針對那些銀行大量提領155歐元或1714歐元，隱喻啟動西班牙憲法第155條及1714年巴塞隆納戰役加泰隆尼亞被西班牙攻下，其他的企业也纷纷出走，从2017年10月1日到年底，已有超过3000家企业搬离加泰隆尼亚。